# JRiver Media Center
JRiver Media Center je multimediální přehrávač vyvíjený společností JRiver, Inc., který umožňuje uživatelům přehrávat a organizovat různé typy médií v počítači s operačním systémem Windows, MacOS nebo Linux.

## Funkce
JRiver Media Center organizuje soubory do jednotlivých knihoven (audio, video, obrázky), které slouží jako databáze. Umožňuje ukládat hudbu z audio CD, vypalovat soubory na optické disky a nahrávat TV vysílání. V přehrávači jsou integrované webové služby jako Audible, Netflix, Youtube, knihovnu médií je možné sdílet s dalšími počítači, nebo aplikaci ovládat vzdáleně. Součástí je Media Server, který umožňuje streamování hudby a obrázků na vzdáleném počítači. Program může přehrávat obsah z internetu, jako jsou internetová rádia a podcasty. Dále umožňuje dodatečnou instalaci pluginů. Vzhled programu je možné měnit pomocí skinů a pokročilých úprav zobrazení.

## Podporované formáty

### Audio
m4a m4p m4b aac ac3 aif aifc aiff au snd aa cda dts flac mka mid midi rim rmid ape apl mac mpc mp+ mp3 mpa mpga jmx ogg ram ra wav raw wv wma wax (celkem 36)

### Video
avi divx ifo vob evo flv jts mkv ogm mp2 mpeg mpg m1v mpv mpe m2v m2t tp ts m2ts mov qt mp4 m4v rv rmvb swf tivo wmv wvx dvr-ms m3u pls xpl xvid (celkem 35)

### Obrázky
bmp gif jpg jpe jpeg png crw cr2 nef mrw orf raf pef dng srf arw x3f tif tiff 3gp 3g2 3gpp 3gp2

## Media Jukebox
JRiver Media Jukebox byl předchůdce aplikace, dokud nedošlo k přejmenování na JRiver Media Center u verze 9. Od listopadu 2007 vyšel audio přehrávač Media Jukebox, který je zdarma, ale dokáže přehrávat pouze audio a má omezenou funkcionalitu.